# 드라이브 뮤직
《DJ 래피의 드라이브 뮤직》은 SBS 러브FM에서 매주 일요일 아침 7시 5분부터 오전 9시까지와 매주 일요일 오후 4시 5분부터 저녁 6시까지에 방송되는 SBS 러브FM의 매주 일요일 라디오 음악 프로그램이다.

## 진행자
- 가수 래피 (남)

## 역사
원래는 《김창열의 올드스쿨》의 코너였으나, 2018년 9월 15일 SBS 라디오 가을 개편에 의해 《김창열의 올드스쿨》과 분리되어 주말 오후 2시 5분에 신설되었으며, 이후 2020년 6월 6일부터 오전 9시 5분으로 이동하였다가, 2022년 10월 8일부터 아침 7시로 시간대를 이동하였다. 또 2025년 4월 12일부터 아침 7시와 오후 4시에도 방송된다.

## 역대 방송시간
| 방송 채널  | 방송 기간                         | 방송 시간                                                                                         |
| ---------- | --------------------------------- | ------------------------------------------------------------------------------------------------- |
| SBS 러브FM | 2018년 9월 16일 ~ 2020년 5월 31일 | 매주 일요일 오후 2:05 ~ 오후 4:00                                                                 |
| SBS 러브FM | 2020년 6월 7일 ~ 2022년 10월 2일  | 매주 일요일 오전 9:05 ~ 오전 11:00                                                                |
| SBS 러브FM | 2022년 10월 9일 ~ 2025년 4월 6일  | 매주 일요일 아침 7:05 ~ 아침 9:00                                                                 |
| SBS 러브FM | 2025년 4월 13일 ~ 2025년 7월 6일  | 매주 일요일 아침 7:05 ~ 오전 9:00 (1, 2, 3, 4부) 매주 일요일 오후 4:05 ~ 저녁 5:00 (5, 6부)       |
| SBS 러브FM | 2025년 7월 13일 ~ 현재            | 매주 일요일 아침 7:05 ~ 오전 9:00 (1, 2, 3, 4부) 매주 일요일 오후 4:05 ~ 저녁 6:00 (5, 6, 7, 8부) |

## 지역 방송국 프로그램
| 방송 채널             | 방송 권역           | 프로그램                         | 진행자         |
| --------------------- | ------------------- | -------------------------------- | -------------- |
| KNN 러브FM KNN 파워FM | 부산광역시 경상남도 | 강영운, 이윤정의 노래하나 얘기둘 | 강영운, 이윤정 |
| KNN 러브FM KNN 파워FM | 부산광역시 경상남도 | KNN 웰빙라이프                   | 조문경         |

## 코너
- 선곡의 신
- 쇼미더뭐하니?
- 말만 대장경
- 래피의 선택